# Hrabstwo Jo Daviess

Piramida wieku hrabstwa

Hrabstwo Jo Daviess – hrabstwo w USA, w stanie Illinois, według spisu z 2000 roku liczba ludności wynosiła 22 289. Siedzibą hrabstwa jest Galena.

## Geografia
Według spisu hrabstwo zajmuje powierzchnię 1602 km², z czego 1557 km² stanowią lądy, a 46 km² (2,85%) stanowią wody.

### Sąsiednie hrabstwa
- Hrabstwo Lafayette – północ
- Hrabstwo Stephenson – wschód
- Hrabstwo Carroll – południowy wschód
- Hrabstwo Jackson – południowy zachód
- Hrabstwo Dubuque – północny zachód
- Hrabstwo Grant – północny zachód

## Historia
Hrabstwo zostało utworzone w 1827 roku, z hrabstw Henry oraz Putnam. Zostało nazwane na cześć Josepha Hamiltona Daveissa.

## Demografia
Według spisu z 2000 roku hrabstwo zamieszkuje 22 289 osób, które tworzą 9218 gospodarstw domowych oraz 6286 rodzin. Gęstość zaludnienia wynosi 14 osób/km². Na terenie hrabstwa jest 12 003 budynków mieszkalnych o częstości występowania wynoszącej 8 budynków/km². Hrabstwo zamieszkuje 98,66% ludności białej, 0,20% ludności czarnej, 0,10% rdzennych mieszkańców Ameryki, 0,16% Azjatów, 0,34% ludności innej rasy oraz 0,53% ludności wywodzącej się z dwóch lub więcej ras, 1,53% ludności to Hiszpanie, Latynosi lub inni.
W hrabstwie znajduje się 9218 gospodarstw domowych, w których 27,30% stanowią dzieci poniżej 18 roku życia mieszkający z rodzicami, 58,20% małżeństwa mieszkające wspólnie, 6,50% stanowią samotne matki oraz 31,80% to osoby nie posiadające rodziny. 27,50% wszystkich gospodarstw domowych składa się z jednej osoby oraz 12,70% żyję samotnie i ma powyżej 65 roku życia. Średnia wielkość gospodarstwa domowego wynosi 2,40 osoby, a rodziny wynosi 2,92 osoby.
Przedział wiekowy populacji hrabstwa kształtuje się następująco: 23,20% osób poniżej 18 roku życia, 6,70% pomiędzy 18 a 24 rokiem życia, 25,30% pomiędzy 25 a 44 rokiem życia, 26,80% pomiędzy 45 a 64 rokiem życia oraz 17,90% osób powyżej 65 roku życia. Średni wiek populacji wynosi 42 lat. Na każde 100 kobiet przypada 100,50 mężczyzn. Na każde 100 kobiet powyżej 18 roku życia przypada 97 mężczyzn.
Średni dochód dla gospodarstwa domowego wynosi 40 411 dolarów, a średni dochód dla rodziny wynosi 48 335 dolarów. Mężczyźni osiągają średni dochód w wysokości 32 231 dolarów, a kobiety 22 096 dolarów. Średni dochód na osobę w hrabstwie wynosi 21 497 dolarów. Około 4,00% rodzin oraz 6,70% ludności żyje poniżej minimum socjalnego, z tego 7,60% poniżej 18 roku życia oraz 7,50% powyżej 65 roku życia.

## Miasta
- East Dubuque
- Galena

## CDP
- Apple Canyon Lake
- The Galena Territory

## Wioski
- Apple River
- Elizabeth
- Hanover
- Menominee
- Nora
- Scales Mound
- Stockton
- Warren